# Aérodrome d'El Hierro
L'aérodrome d''El Hierro (code IATA : VDE • code OACI : GCHI) est un aéroport situé à 9 km au nord-est de Valverde. Il est le seul aéroport de l'île d'El Hierro, en Espagne. Il a été inauguré en décembre 1972 et, officiellement, il est appelé aéroport de los Cangrejos.

## Description
En dépit de sa taille et de son horaire d’ouverture limité, c'est l'aéroport qui a eu la plus forte augmentation du nombre de passagers et de marchandises dans les Îles Canaries en 2007.
Le trafic aérien est national, et les vols sont normalement à partir de/à destination de Tenerife Nord et de la Grande Canarie. En 2011, l'aéroport a transporté 170 225 passagers, avec 4,674 opérations et de 135 tonnes de marchandises.
En 2019 la compagnie aérienne Canaryfly commence à desservir l'aérodrome depuis Ténériffe-Nord« AENA ».

## Histoire
Le premier événement aéronautique de l'île a eu lieu le 12 décembre 1955, et c'était la première opération de sauvetage par le SAR dans les Îles Canaries. Il se composait d'une évacuation d'une personne malade qui a dû être transportée à Tenerife, dans un hélicoptère.
Il y avait une réelle nécessité de disposer d'un aéroport sur l'île, ainsi, en 1962, certaines études afin de localiser le meilleur endroit pour l'avenir de l'aéroport ont commencé, mais l'orographie de l'île est très complexe, et il n'y avait pas trop de places disponibles pour cet objectif.
Enfin, les ingénieurs ont décidé de placer l'aéroport, dans un endroit appelé « Llano de los Cangrejos » situé dans le nord-est de l'île, à proximité de la capitale, Valverde.
Les travaux pour construire les nouvelles installations ont commencé en 1967, la construction d'une piste (16/34), un petit terminal pour passagers et une plate-forme d'aéronef. Une fois les travaux terminés, le 11 novembre 1972, l'aéroport a été inauguré et consacré au trafic aérien de passagers et de marchandises. Il a été classé comme une 2-catégorie C (OACI) ou à l'aéroport de troisième catégorie.
L'avion qui a fait le premier débarquement dans l'île a été un Dornier Do 27 de l'Armée de l'air espagnole, mais l'inauguration officielle a été faite par un Douglas DC-3, qui transporatit le ministre Julio Salvador y Días-Benjumena.
La première connexion régulière a été ouverte par Iberia le 19 décembre 1972, avec un Fokker F-27 commandé par Vicente Ramos Hernández, qui a assuré la route Ténérife Nord - El Hierro - Tenerife Nord.
En 1989 et 1990, une nouvelle tour de contrôle a été construite de même qu'un nouveau terminal passagers. En juillet 1992, à la place d'Iberia, Binter Canarias a commencé à opérer la route depuis Tenerife Nord vers El Hierro avec un ATR 72. Pour cette raison, la piste a dû être prolongée jusqu'à 1 205 mètres. Cette extension a permis une augmentation du nombre de passagers et des opérations.

## Situation
| \| 20 km1:4 805 000 \| El Hierro Fuerteventura Gran Canaria La Gomera La Palma Lanzarote Tenerife-Nord Tenerife-Sud |
| 20 km1:4 805 000 |

## Compagnies aériennes et destinations
| Compagnies      | Destinations                            |
| --------------- | --------------------------------------- |
| Binter Canarias | Las Palmas/Gran Canaria, Ténériffe-Nord |
| CanaryFly       | Las Palmas/Gran Canaria, Ténériffe-Nord |

Actualisé le 07/05/2023